# JUSTICE (GLAYのアルバム)
『JUSTICE』（ジャスティス）は、GLAYのメジャー11枚目のオリジナルアルバム。2013年1月23日にloversoul music & associatesから発売。

## 解説
『GLAY STADIUM LIVE 2012 THE SUITE ROOM in OSAKA NAGAI STADIUM Supported by glico』にて発表された「GLAY 7 BIG SURPRISES」の第2弾として、12thアルバム『GUILTY』と同時発売されるアルバム。オリジナルアルバムは前作『GLAY』以来2年3ヶ月振りの発売である。オリジナルアルバムの2枚同時発売は、GLAYにとっては初である。
また、GLAYにとってはメジャーデビュー以来、初のセルフプロデュース作品で、インディーズ時代を含めると、1994年5月にリリースされた『灰とダイヤモンド』以来、およそ18年8ヶ月ぶりとなる。
オフィシャルでは、「デビュー20周年にあたる2014年までの主な活動を発表し未来を約束したGLAYの新たなサウンドが凝縮」と紹介されている。TAKUROは本作に関して、「面白い曲、変わった曲を出せる予感がありました。」、「実家から出て一人暮らしを始めたような作品。初セルフプロデュースだし、デビューアルバムのようでもあります。」と語っている。アルバムタイトルは、HISASHIがギターに「JUSTICE」、「GUILTY」と命名したのをTAKUROが気に入ったことにより、決定したとのこと。
サウンドエンジニアは、KURID INTERNATIONALの小西康司 (Koniyoung)が担当している。小西とは、TAKUROが次の展開を考えた時にACE OF SPADESのレコーディングで出会い、試しに4曲録る予定が、メンバーもGLAYに新しい風が吹くと思ったのか、2ヶ月で15曲ほどできたとTAKUROは語っている。
CDのみの盤とDVD同梱のCD+DVD盤が発売される。DVDには、HISASHI&茂木淳一によるMUSIC ON! TVのレギュラー番組「RX-72」のスペシャルプログラムをアルバム特典用として新たに撮影された「RX-72 -JUSTICE EDITION-」、更に2012年12月10日に開催されたZepp DiverCity公演より数曲が収録される。更に、どちらにも、2月から行われる全国アリーナツアーのチケット先行予約が封入。オフィシャルストアG-DIRECTで『JUSTICE』『GUILTY』を同時購入すると、『RX-72-G-DIRECT version-』を視聴することができるURLが記載されたカードが特典として付属する。
また、アルバム2タイトル同時購入者を対象に、「GLAY オリジナル・ポストカード4枚セット」のプレゼント及び、ショップ別応募キャンペーンが実施された(詳しい内容は『脚注』を参照)。
先行シングルである「JUSTICE [from] GUILTY」および「運命論」に本作および『GUILTY』の予告編が収録されている。また、2013年1月10日には、au Exclusive Liveから合計2,000名様をペアで招待し、全国16劇場の映画館にてアルバム先行試聴会が行われた(募集期間:2012年12月10日 14:00～2012年12月19日 14:00)。アルバム先行試聴会の開催は、GLAYにとって新たな試みである。2013年1月21日には、YouTube、ニコニコ生放送、Ustreamの3サイト同時に「GLAY DIRECT TALK vol.4」の生放送が公開され、アルバムに関するトークを行った。
CMには、女優の平愛梨が出演しており、TVスポットを2パターン、WEBムービーの計3パターンが制作された。YouTubeにもアップされている。
ジャケットのロゴはTERUが描いたものであり、GLAYのオリジナルアルバムで、ジャケットにメンバーの写真が1人も使われていないのは、『pure soul』以来約15年振りである。

## 記録
オリコンチャートでは初登場1位を獲得。『GUILTY』が初登場2位を獲得したため、2013年2月4日付週間ランキング1・2位を独占した。男女グループ・ソロを通じ、オリジナルアルバムによる初登場1・2位独占は1999年7月12日付のL'Arc〜en〜Ciel『ark』・『ray』以来、13年半ぶり史上2組目。今世紀では初の快挙となった。GLAYにとってシングル、アルバムを通じて首位獲得は、アルバム『GLAY』以来2年3ヶ月ぶりで、アルバムは13作目となる。

## 収録曲

### CD
1. WHO KILLED MY DIVA (3:29)
  - 作詞：TAKURO / 作曲：JIRO / 編曲：GLAY

JIROが作曲した、90年代オルタナティヴ・ロックのテイストを感じさせる曲[15]。JIRO作曲が1曲目を飾ったのは今作が初となる。garageBandと言うソフトウェアを色々試してみた中で出来上がった曲と、JIROが述べており[16]、TAKUROが本曲を今のGLAYでやることに新鮮さと意味を感じ、1曲目になったとのこと[3]。
TAKUROは、「GLAYの終わりの始まりであり、新たな始まりの曲」と語っている[3]。
「GLAY ARENA TOUR 2013 "JUSTICE & GUILTY"」では、覆面ギャングに扮したメンバーが謎のドラッグクイーンと銃撃戦を繰り広げる物語仕立ての映像[17]を流して会場を盛り上げ、終盤は演奏のBPMを上げて締め括った。
2. ROUTE 5 BAYSHORE LINE (album ver.) (3:40)
  - 作詞・作曲：TAKURO / 編曲：GLAY

47thシングル「運命論」のカップリング曲。『GLAY STADIUM LIVE 2012 THE SUITE ROOM in OSAKA NAGAI STADIUM Supported by glico』での演奏後に再録されたアルバムバージョンを収録[16]。曲名が全て大文字となっている。
長居のリハーサル中に、「もうちょっとテンション高く行けるのではないか」、「ビートをもっとアッパーで行けるんじゃないか」と思い、長居の後に小西バージョンで再録された[16]。JIROは、「ライブを経験したからなのか、ビート感、スピード感が凄く出てパワフルな感じになった。」と語っている[16]。
シングル「運命論」のカップリングバージョンでは歌詞が「FM802（ハチマルニ）からは」となっているが、アルバムバージョンでは歌詞が「Car Radioからは」に変更されている。
また、シングル時より若干テンポアップしたため、曲タイムが10秒ほど短くなっている。
3. PARADISE LOST (4:40)
  - 作詞・作曲：TAKURO / 編曲：GLAY

TAKURO曰く「ベタな曲にしたい」と考え書いた曲[3]。
TAKUROはこの曲を作るに当たって、「自分のメロディーに正直、疑問を持っていた。キャリアの中で学んでしまった知恵や経験が邪魔になることがあるんです。(中略) しかし、そう言うリミットを外して、サビでこれでもかと耳心地のいいメロディーにしてみました。」と語っている[3]。その一方で、「2013年以降は、自分のメロディーを見直して手癖のない所から作ろうと思うので、もしかしたらこう言う曲を書くのは今回で最後かもしれない。」とも語っている[3]。
また、HISASHIは、TAKUROからベタさ・いなたさの定義を求められたが、その定義がさっぱり分からなかったため、アプローチが難しかったと語っており[3]、TERUはこの曲の印象として、今の時代の『彼女の“Modern…”』な感じと語っている[16]。
なお、HISASHIはこの曲のレコーディングに関して、レコーディングに於けるデジタル技術の利便性を挙げた上で「現場で出来ないような細かい編集はあらかじめ家でやってしまいます。この曲はすべて自宅で録りましたね」と語っている[18]。
4. LOVE IMPOSSIBLE (4:06)
  - 作詞・作曲：TAKURO / 編曲：GLAY

元はGLAY×EXILE用に製作した曲で、その時の候補曲の一つだったと語っている[3]。
TAKUROは、デュラン・デュランの派生バンド「パワー・ステーション」が好きで、そのバンドの演奏をイメージして作ったと語っており、歌詞はアン・ルイスの『六本木心中』の影響とのこと[3]。
JIROは、EXILEにハマることを想定した曲で、GLAYのバンドサウンドとは若干テイストが違うため、「キレイに仕上げる」と言うよりも、バンドらしく汚すための、荒々しいベースを心がけたと語っている[3]。
5. 真昼の月の静けさに (4:30)
  - 作詞・作曲：TAKURO / 編曲：GLAY

映画『草原の椅子』主題歌。映画の公式サイトに、GLAYおよび監督の成島出がコメントを寄せており、この曲を作るに当たって、実際に監督の成島出を始めスタッフの方々と会い曲想を話し合う機会を得たと語っている[19]。
TAKUROがこの曲で表現したかったのは、「大人の苦味」。「愛だけじゃ生きられない、だけど愛がなきゃって言う10代のころ夢見ていた自分たちとはかなり通り所にいるにしても、それでも生きていかなきゃいけない、立ち止まれない。酸いも甘いもかみ砕いて飲み込んで消化して前に進んで行かなきゃという、苦い感じを表現したかった。」と語っている[3]。
また、デモを製作したのは、長居スタジアムライブの次の日に歌わなければ間に合わないというギリギリのところであり、TERUも「アコギから始まってピアノで歌い出すという繊細さの中にどう自分の歌を持っていけばいいのか悩み、何度歌っても中々しっくり来なかった。」と歌入れに相当苦労したと語っている[3]。
6. gestalt (2:10)
  - 作曲：HISASHI / 編曲：GLAY / 弦編曲：SEIICHIRO NAGAI

インスト曲。タイトルは、ドイツ語で"形"と言う意味[3]。HISASHIがストックしていたギターリフ集みたいな物があり、そこから発展させていった[3]。
楽曲の所々に短い言葉が入っているが、これはSpeak & Spellと言う知育玩具を使用しているとのこと[3][18]。
HISASHIは、「『JUSTICE』と言うアルバムを考えると、この曲の持つ重厚な雰囲気がよく合っている。」と語っており、TERUは、「スタイリッシュな映画音楽みたいな楽曲」と語っている[3]。
7. JUSTICE [FROM] GUILTY (album ver.) (4:37)
  - 作詞：TAKURO / 作曲：HISASHI / 編曲：GLAY

46thシングル。アルバムバージョンで収録。アウトロのメロディーが変更されている。アルバム収録の際のミックス変更に伴い、曲の表記が一部変更された（シングルでは"FROM"が小文字だったのに対して、大文字に変更されている）[6]。
8. 傷だらけの太陽  (4:52)
  - 作詞・作曲：TERU / 編曲：GLAY

TERUが担当した曲であり、昔何かを乗り越えようと言う思いで作った曲で、今の心境にぴったりであり、歌詞も東日本大震災後にできたものであると述べている[3]。タイトルは、1960年代の日活映画にありそうなのを狙っており、あの時代の熱量、昭和に生きた人ならではの言葉をチョイスしたと語っている[3]。
使っているコードは4コードのみで[16]、TERUは「その簡単なコードの中でどんなメロディーを紡げるのか？そう言う所にロック像があると思い、今ある自分のロック像みたいなものを作っていけたらと思った。」とも語っている[16]。
また、ドラムには、凛として時雨のピエール中野が参加している。
「GLAY ARENA TOUR 2013 "JUSTICE & GUILTY"」では、TERUがアコースティックギターを掻き鳴らしながら歌い[17]、間奏でHISASHIが赤のスポットライト、TAKUROが青のスポットライトをそれぞれ浴びながら、ツインギターを繰り広げるパフォーマンスを行った。
9. 運命論 (6:31)
  - 作詞：TAKURO / 作曲：JIRO / 編曲：GLAY / 弦編曲：SEIICHIRO NAGAI

47thシングル。
10. SMILE (3:23)
  - 作詞・作曲：TAKURO / 編曲：GLAY

TERU曰く、ロサンゼルスのスタジオの音が凄く良く、歌うだけじゃ勿体無く、生活の中にあるものでリズムを作って、1曲作りたいと考えて作った曲[3]。この曲の製作に当たっては、ゴミ箱を叩いてリズムを作り、歌と打楽器だけで作って、後でギターをダビングしたと語っている[3]。
歌詞はルビを活用することにより、解釈を限定化している。TAKURO曰く、「ロスのスタジオにいる時、日韓・日中関係が悪化している話が流れてきて、そこで感じた思いをニュース的に書いた曲で、歌詞の表記も、振り返った時に2012年を強烈に印象付けられるようにした。」と述べており[3]、TERUも「放射能や原発の問題とかもあるが、でも笑顔で過ごしていきたいねって言うことを歌いたかった。」と語っている[3]。
ライブに関しては、RED RIBBON LIVE 2012にて、先行でアコースティック・バージョンを披露しており[20]、「GLAY ARENA TOUR 2013 "JUSTICE & GUILTY"」では、ファンを男女でパート分けして、会場全体で歌う形を取った[21]。
11. 運命論 (Glay Christmas Show 2012 At Zepp Diver City (2012.12.10))
iTunes Store予約限定のみの収録。

### DVD
- RX-72 -JUSTICE EDITION-

HISASHIと茂木淳一がスタジオでアルバムのレコーディングを時系列順に解説する合間に、「特別講師」として各メンバーごとにそれぞれアルバム制作のエピソードを解説する映像が入り、更に各メンバーの映像の途中にそれぞれ1曲ずつ『HOTEL GLAY presents GLAY CHRISTMAS SHOW 2012 Winter THE SWEET ROOM in Zepp DiverCity』のライブ映像を挟むという構成になっている。
|   | アルバム制作のエピソード                                                 | ライブ映像            |
| - | ------------------------------------------------------------------------ | --------------------- |
| 1 | TERUとエンジニア小西康司 (Koniyoung)の対談によるレコーディング模様の紹介 | Route 5 Bayshore Line |
| 2 | TAKUROと音楽ライター佐伯明の対談による作詞・作曲等の経緯の紹介           | Time for Christmas    |
| 3 | JIROとドラムス担当サポートメンバー永井利光の実演によるベースラインの解説 | 運命論                |
| 4 | HISASHIによる彼が担当したトラックの音作りの解説                          | JUSTICE [from] GUILTY |

## 参加ミュージシャン
- TOSHI NAGAI（M1, M2, M3, M4, M5, M6・ドラムス）
- SEIICHIRO NAGAI（M2, M3, M4, M5・キーボード、M10・コーラス）
- KAI ICHIYANAGI & GHAZI HOURANI（M3・コーラス）
- CRUSHER KIMURA STRINGS（M6・ストリングス）
- PIERRE NAKANO (LING TOSHITE SIGURE)（M7, M8, M9・ドラムス）
- CHIEKO KINBARA STRINGS（M9・ストリングス）

## スタッフ

### CD
レコーディング・ミキシング
Koniyoung (KURID INTERNATIONAL)
マスタリング
STEPHEN MARCUSSEN at MARCUSSEN MASTERING STUDIOS

### DVD
監督
JUN SAITO (TETRAPOT FILMS)
ライブ音源ミキシング
NORIYUKI KISOU (v.f.v studio inc.)
マスタリング
YASUJI MAEDA (BERNIE GRUNDMAN MASTERING)
オーサリング
SAWAKO RYUKO (BERNIE GRUNDMAN MASTERING)